# Палдэн Лхамо
Палден Лхамо (тиб. དཔལ་ལྡན་ལྷ་མོ, Вайли dpal ldan lha mo — Прославленная Богиня; на санскрите — Шри Дэви, монг. Балдан Лхамо; Охин тэнгэр) — в тибетском буддизме гневное женское божество, одна из 8 основных дхармапал. Является гневной формой богини Сарасвати. В тибетской мифологии сближается с Кали. У монгольских народов образ богини трактуется как образ всеобщей прародительницы. Считается, что Палден Лхамо исцеляет от всех болезней и является хранительницей тайн жизни и смерти.
Её праздник (день Упосатхи — 25-й день лунного календаря) отмечают накануне буддийского нового года. Ей посвящают особую мантру: Джо Ракмо, Джо Ракмо Джо Джо Ракмо Тун Джо Кала Ра Ченмо Ракмо Ажа Дажа Тун Джо Рулу Рулу Хум Джо Хум.

## Легенды
Изначально она была царицей демонов-людоедов Цейлона. Безуспешно пытаясь отвратить от каннибализма своего мужа, она в отместку ему убила их общего сына и сделала из его кожи попону для своего мула. Когда её муж пустил стрелу в мула, то у последнего в задней части тела из раны образовался глаз.
По другой легенде она первоначально была красивой девушкой, которая вступила в сексуальную связь с демоном, чтобы умиротворить его. Впоследствии выяснилось, что она забеременела. Монах сообщил ей, что она имеет во чреве страшного демона, тогда она из милосердия к людям убила своего сына.
Согласно третьей легенде, она убила своего сына из-за того, что тот был равнодушен к учению Дхармы.
Также известна легенда о том, как однажды глава школы Карма Кагью тибетского буддизма Кармапа назначил Палден Лхамо своей защитницей. Будучи при императорском дворе в Монголии, этот лама проявил неповиновение императору, и последний приказал привязать его к хвосту лошади. Находясь на краю гибели, великий Кармапа призвал на помощь Палден Лхамо, но та не явилась вовремя. С помощью специальных заклинаний развязав верёвки, лама освободился и увидел приближающуюся Палден Лхамо, когда в ней уже не было нужды.

## Иконография
Изображается в виде всадницы на белом или жёлтом муле (осле). У неё три глаза, сине-чёрная кожа и огненные волосы. В одной руке она держит дубину с ваджрой, в другой — чашу из черепа. Её одеянием служит тигровая юбка и бусы из человеческих голов. Причёска украшена золотым полумесяцем, на голове — корона с пятью черепами. В ушах — серьги с подвесками. Левая подвеска изображается в виде змеи, что символизирует ночь и водную стихию. Правая подвеска в виде льва, что символизирует день и солнце. На животе Палдэн Лхамо на цепи из костяных бусин — подвеска в виде красного солнца в золотых лучах, или в виде колеса Дхармы.